# Hiam Abbass
Hiam Abbass (árabe: هيام عباس‎, hebraico: היאם עבאס‎; 30 novembro de 1960) é uma atriz e diretora palestina, conhecida por protagonizar o drama Etz Limon (hebraico: עץ לימון / inglês: Lemon Tree), dirigido pelo diretor israelense Eran Riklis e lançado em 2008. Hiam nasceu em Nazaré, Palestina, filha de uma família árabe-muçulmana. Ela foi criada na aldeia de Deir Hanna.
Hiam também ficou conhecida pelos filmes Haifa (1996), Satin Rouge (2002), The Syrian Bride (2004), Free Zone (2005), Paradise Now (2005), The Visitor (2008), Dawn of the World (2008), Amreeka (2009) e Blade Runner 2049 (2017). Além da pequena participação do filme Munique (2005) de Steven Spielberg, a atriz também realizou assessoria técnica em atuação e idioma.
"Como os atores que faziam os palestinos vinham de múltiplas procedências, fiquei o tempo todo no set ajudando a resolver os problemas de sotaques ou detalhes da cultura e do comportamento que são distantes para um diretor norte-americano."
Hiam também assessorou Alejandro González Iñárritu na seleção e preparação do elenco marroquino de Babel (2006). Possui carreira como diretora, com três curtas e um longa (Inheritance – 2012), tendo trabalhado neste último também como atriz.